# Friedrich Wilhelm von Klinckowström
Friedrich Wilhelm von Klinckowström (* 8. Dezember 1686 in Pommern; † 16. November 1750 in Stade) war ein kurhannoverscher General.

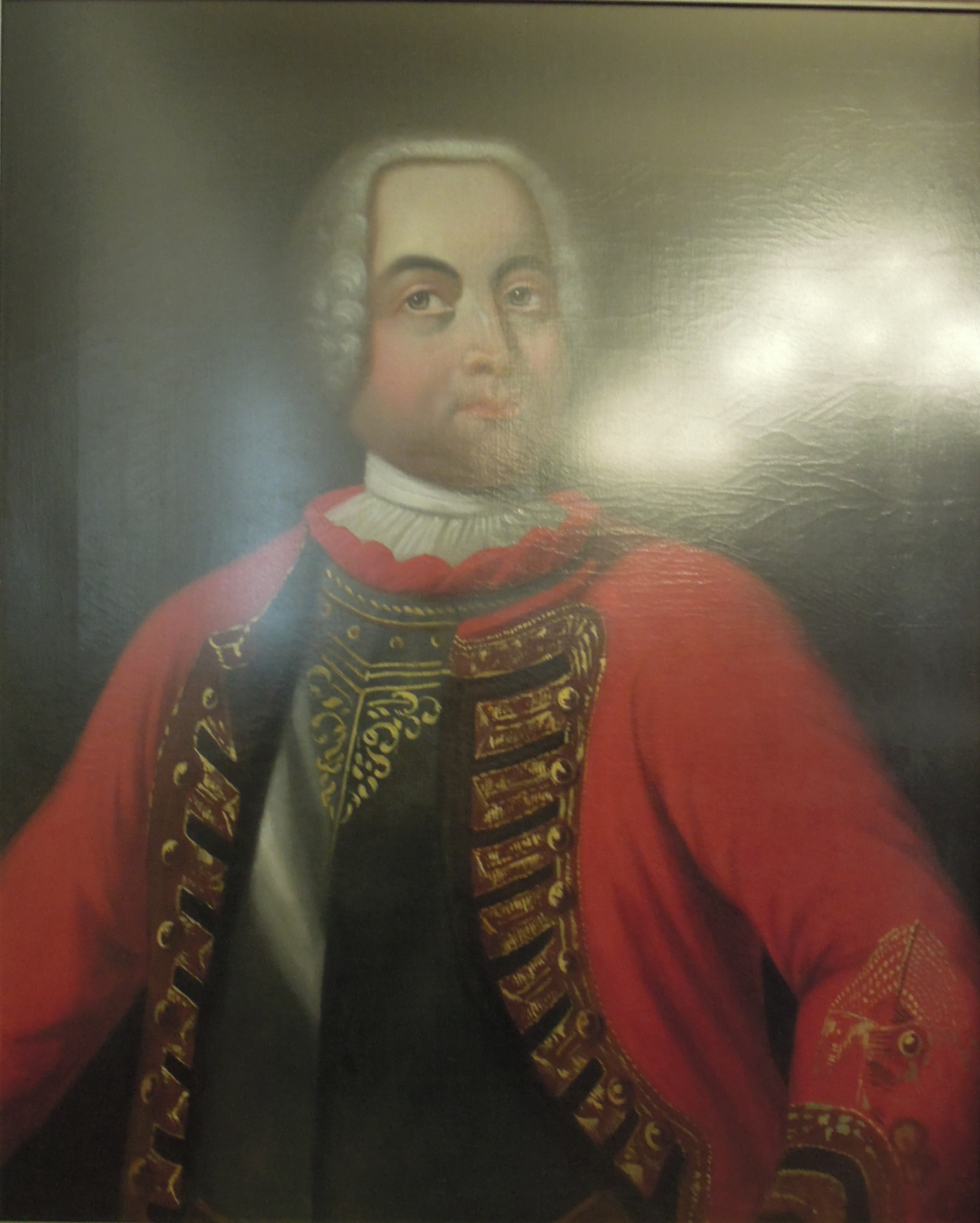
General-Lieutenant Friedrich Wilhelm von Klinckowström

## Leben
Klinckowström stammte ursprünglich aus Pommern. Sein Vater war der in den schwedischen Adelsstand erhobene Martin von Klinckowström. Er war zuerst Page von Herzog Friedrichs IV. von Holstein. Nach den Neuen Genealogisch-Historische Nachrichten begann Friedrich Wilhelm von Klinckowström seine militärische Laufbahn in französischen Diensten. Er diente im Fremdenregiment Royal-Suédois. In das kurhannoverschen Militär trat er als Major ein und wurde anschließend zum Obrist-Major befördert. Am 16. April 1734 machte ihn König Georg II. zum Chef eines Regiments zu Fuß. Nach der Nummerierung von Georg Tessin handelt es sich um das Regiment Infanterieregiment No. 1-A. Klinckowström wurde im Februar 1742 zum Brigadier befördert, am 26. Juli 1743 zum General-Major und schließlich am 24. August 1747 zum General-Lieutenant. Er nahm im Österreichischen Erbfolgekrieg an den Feldzügen in Deutschland und den Niederlanden teil.
Klinckowström war zuletzt Kommandant der Festung Stade, weswegen sein Porträt im Alten Rathaus von Stade überliefert ist. Er besaß bei Stade das Gut Brocklosenborstel, auch Medenhof genannt.

## Familie
Klinckowström war zweimal verheiratet. Seine erste Ehefrau war seine Cousine Johanna Maria Cecilia von Klinckowström, eine Tochter seines Onkels General-Lieutenant Balthasar von Klinckowström. 1736 heiratete er ein weiteres Mal. Seine zweite Frau, Margaretha Ehrengart von Klinckowström (1702–1765), war eine geborene von der Schulenburg. Zu seinen Nachkommen zählt:
- Katharine Christine von Klinckowström (1725–1801), Ehefrau von Friedrich Wilhelm II. von der Schulenburg (1699–1764)